# Campeonato Panamericano de Taekwondo de 1990
El VI Campeonato Panamericano de Taekwondo se celebró en Bayamón (Puerto Rico) en 1990 bajo la organización de la Unión Panamericana de Taekwondo.
En total se disputaron en este deporte dieciséis pruebas diferentes, ocho masculinas y ocho femeninas.

## Resultados

### Masculino
| Evento | Oro                         | Plata                        | Bronce                                                        |
| ------ | --------------------------- | ---------------------------- | ------------------------------------------------------------- |
| –50 kg | Arlindo Gouveia · Venezuela | Juan Moreno Estados Unidos   | Kenneth Ulloa · Costa Rica · Enrique Torroella · México       |
| –54 kg | Carlos Rivas · Venezuela    | Hyon Lee Estados Unidos      | Irving Rivera · Puerto Rico · Pablo Alfaro · Costa Rica       |
| –58 kg | Sayed Najem · Canadá        | Han-Won Lee Estados Unidos   | Leonardo Capriani · Venezuela · Marcial Basanta · Cuba        |
| –64 kg | Tino Dossantos · Canadá     | Edwin Pagan Puerto Rico      | Gerardo González · Venezuela · Kevin Padilla · Estados Unidos |
| –70 kg | Ilse Guilarte · Cuba        | Raúl Pérez · Venezuela       | Eddy Guerrero · Ecuador · Geraldo Endo · Brasil               |
| –76 kg | Jae-Hoon Lee · Canadá       | José Cruz · México           | Ángel Muñoz Argentina Joe Kim Estados Unidos                  |
| –83 kg | Fábio Goulart · Brasil      | Aníbal Cintrón Puerto Rico   | Bárbaro Durbi · Cuba · George Kahakajian · Venezuela          |
| +83 kg | Nelson Sáenz Miller · Cuba  | Lúcio Freitas Silva · Brasil | Antonio González · Puerto Rico · Carlos Barrera · México      |

### Femenino
| Evento | Oro                          | Plata                       | Bronce                                                                |
| ------ | ---------------------------- | --------------------------- | --------------------------------------------------------------------- |
| –43 kg | Kiomary Ortiz Puerto Rico    | April Lupi · Canadá         | Yaritza Castillo · Venezuela · Mónica Torres · México                 |
| –47 kg | Magdalena Vargas Puerto Rico | Águeda Pérez López · México | Marya da Silva · Brasil · Carol Fong · Canadá                         |
| –51 kg | Diane Murray Estados Unidos  | Ivonne Ayala Puerto Rico    | Thais Brady · Venezuela · Erika Castro · Costa Rica                   |
| –55 kg | Viviane Felicíssimo · Brasil | Kim Dotson Estados Unidos   | Marta Sarmiento · Venezuela · Grettel Obando · Costa Rica             |
| –60 kg | Ineabella Díaz Puerto Rico   | Irene Arce · México         | Carmelina Morello · Panamá · Eva Marie Suriel · Antillas Neerlandesas |
| –65 kg | Arlene Limas Estados Unidos  | Nancy Rivas · Venezuela     | Argiana Sampaio · Brasil · Charmie Sobers · Antillas Neerlandesas     |
| –70 kg | Marcia King · Canadá         | Adriana Carmona · Venezuela | Olga Mayol Puerto Rico Jada Monroe Estados Unidos                     |
| +70 kg | Lynette Love Estados Unidos  | Yvonne Franssen · Canadá    | Nadia del Valle · Venezuela · Maribel Alcalá · México                 |

## Medallero
| Núm. | País                  | Oro | Plata | Bronce | Total |
| ---- | --------------------- | --- | ----- | ------ | ----- |
| 1    | Canadá                | 4   | 2     | 1      | 7     |
| 2    | Estados Unidos        | 3   | 4     | 3      | 10    |
| 3    | Puerto Rico           | 3   | 3     | 3      | 9     |
| 4    | Venezuela             | 2   | 3     | 7      | 12    |
| 5    | Brasil                | 2   | 1     | 3      | 6     |
| 6    | Cuba                  | 2   | 0     | 2      | 4     |
| 7    | México                | 0   | 3     | 4      | 7     |
| 8    | Costa Rica            | 0   | 0     | 4      | 4     |
| 9    | Antillas Neerlandesas | 0   | 0     | 2      | 2     |
| 10   | Argentina             | 0   | 0     | 1      | 1     |
| 10   | Ecuador               | 0   | 0     | 1      | 1     |
| 10   | Panamá                | 0   | 0     | 1      | 1     |
|      | TOTAL                 | 16  | 16    | 32     | 64    |